# Liste de mammifères récemment éteints
Les mammifères récemment éteints sont définis par l'Union internationale pour la conservation de la nature (UICN) comme tous les mammifères éteints depuis l'année 1500. Depuis lors, environ 80 espèces de mammifères se sont éteintes.
L'extinction des taxons est difficile à confirmer, car une longue période sans observation n'est pas définitive, mais avant 1995, un seuil de 50 ans sans observation était utilisé pour déclarer l'extinction.
Une étude a montré que l'extinction due à la perte d'habitat est la plus difficile à détecter, car elle peut ne fragmenter les populations qu'au point de les dissimuler aux humains. Certains mammifères déclarés comme étant éteints peuvent très bien réapparaître. Par exemple, une étude a révélé que 36 % des cas d'extinction présumée de mammifères avaient été résolus, tandis que le reste présentait des problèmes de validité (preuves insuffisantes) ou avait été redécouvert
.
En décembre 2015, l'UICN a répertorié 30 espèces de mammifères classées « en danger critique d'extinction (peut-être éteintes) ».

## Conventions
Toutes les espèces répertoriées comme « éteintes» sont classées comme étant éteintes (il ne reste plus d'individus connus) par l'UICN. Toutes les espèces classées « éteintes à l'état sauvage » sont classées comme étant éteintes à l'état sauvage, ce qui signifie que tous les individus restants de l'espèce vivent en captivité. Toutes les espèces répertoriées comme « probablement éteintes » sont classées comme étant en danger critique d'extinction, car on ne sait pas si ces espèces sont éteintes ou non. Les sous-espèces éteintes telles que le Tigre de Java (Panthera tigris sondaica) ne sont pas répertoriées ici car l'espèce, dans ce cas Panthera tigris, existe toujours. La classification de la liste rouge de l'UICN pour chaque espèce sert de citation. Une carte de l'aire de répartition est fournie lorsqu'elle est disponible, et une description de leur aire de répartition antérieure ou actuelle est donnée si une carte de l'aire de répartition n'est pas disponible. Sauf mention contraire, les noms communs sont tirés de l’Elsevier's Dictionary of Mammals. Dans tous les cas, on se référera pour chaque espèce aux artices dédiés.

## Causes d'extinction
La dégradation des habitats est actuellement la principale cause anthropique d'extinction des espèces. La principale cause de dégradation des habitats dans le monde est l'agriculture, suivie de près par l'expansion urbaine, l'exploitation forestière, l'exploitation minière et certaines pratiques de pêche. La destruction physique d'un habitat, à la fois directement (déforestation pour l'aménagement du territoire ou le bois de construction) et indirectement (combustion de combustibles fossiles), en est un exemple,.
De même, l'augmentation de la toxicité, par le biais de supports tels que les pesticides, peut faire disparaître une espèce très rapidement, en tuant tous les membres vivants par contamination ou en les stérilisant. Les polluants organiques persistants (POP), par exemple, peuvent se bioaccumuler jusqu'à atteindre des niveaux dangereux, devenant de plus en plus dangereux à mesure que l'on remonte la chaîne alimentaire.
Les maladies peuvent également être un facteur : le syndrome du nez blanc chez les chauve-souris, par exemple, entraîne un déclin considérable de leurs populations et peut même conduire à l'extinction d'une espèce.
La chasse excessive a également un impact. Les mammifères terrestres, comme le tigre et le cerf, sont principalement chassés pour leur peau et dans certains cas pour leur viande, et les mammifères marins peuvent être chassés pour leur huile et leur cuir. Le ciblage spécifique d'une espèce peut être problématique pour l'écosystème, car la disparition soudaine d'une espèce peut, par inadvertance, entraîner la disparition d'une autre (coextinction), surtout si l'espèce ciblée est une espèce clé. Les Loutres de mer (Enhydra lutris), par exemple, étaient chassées dans le cadre du commerce maritime des fourrures, et la baisse de leur population a entraîné une augmentation des oursins - leur principale source de nourriture - ce qui a réduit la population de varechs - la principale source de nourriture des oursins et de la Rhytine de Steller (Hydrodamalis gigas) - entraînant l'extinction de cette « vache de mer ». La chasse d'une espèce déjà limitée peut facilement conduire à son extinction, comme dans le cas de l'Hippotrague bleu (Hippotragus leucophaeus) dont l'aire de répartition était limitée à 4 400 km2 et qui a été chassé jusqu'à l'extinction peu après sa découverte par les colons européens.
Les créatures insulaires sont généralement endémiques à cette seule île, et cette aire de répartition limitée et cette petite population peuvent les rendre vulnérables à des changements soudains. Bien que l'Australie soit un continent et non une île, en raison de son isolement géographique, sa faune unique a subi un déclin extrême des espèces de mammifères, 10% de ses 273 mammifères terrestres, depuis la colonisation européenne (une perte d'une à deux espèces par décennie) ; en revanche, seule une espèce en Amérique du Nord s'est éteinte depuis la colonisation européenne. 21 % des mammifères australiens sont menacés et, contrairement à la plupart des autres continents, la cause principale en est la prédation par des espèces sauvages, comme les chats.

## Espèces éteintes
Une espèce est déclarée éteinte après que des études exhaustives de tous les habitats potentiels ont éliminé tout doute raisonnable sur le fait que le dernier individu d'une espèce, à l'état sauvage ou en captivité, est mort. Les espèces récemment éteintes sont définies par l'UICN comme s'étant éteintes après 1500.
| Nom commun                                                        | Nom scientifique                                                            | Ordre           | Date d'extinction     | Aire de répartition                                                                                         | Illustration |
| ----------------------------------------------------------------- | --------------------------------------------------------------------------- | --------------- | --------------------- | --- | ------------ |
| Potoroo à face large                                              | Potorous platyops Gould, 1844                                               | Diprotodontia   | 1875                  | Australie                                                                                                   |              |
| Wallaby-lièvre de l'Est                                           | Lagorchestes leporides Gould, 1841                                          | Diprotodontia   | 1889                  | Australie                                                                                                   |              |
| Wallaby-lièvre du Centre                                          | Lagorchestes asomatus Finlayson, 1943                                       | Diprotodontia   | 1932                  | Australie                                                                                                   |              |
| Rat-kangourou du désert                                           | Caloprymnus campestris Gould, 1843                                          | Diprotodontia   | 1935                  | Australie                                                                                                   |              |
| Thylacine, ou Loup marsupial                                      | Thylacinus cynocephalus Harris, 1808                                        | Dasyuromorphia  | 1936                  | Australie, Tasmania                                                                                         |              |
| Wallaby de Grey                                                   | Macropus greyi Waterhouse, 1846                                             | Diprotodontia   | 1939                  | Australie                                                                                                   |              |
| Bandicoot à long nez du désert                                    | Perameles eremiana Spencer, 1837                                            | Peramelemorphia | 1943                  | Australie                                                                                                   |              |
| Bandiccot à long nez de Bougainville d'Australie Sud-Est          | Perameles fasciata Gray, 1841                                               | Peramelemorphia | milieu du XIXe siècle | Australie                                                                                                   |              |
|                                                                   | Perameles myosuros Wagner, 1841                                             | Peramelemorphia | milieu du XIXe siècle | Australie                                                                                                   |              |
|                                                                   | Perameles notina Thomas, 1922                                               | Peramelemorphia | milieu du XIXe siècle | Australie                                                                                                   |              |
| Bandicoot barré de Nullarbor                                      | Perameles papillon Travouillon & Phillips, 2018                             | Peramelemorphia | début du XXe siècle   | Australie                                                                                                   |              |
| Bandicoot-lapin mineur                                            | Macrotis leucura Thomas, 1887                                               | Peramelemorphia | années 1960           | Australie                                                                                                   |              |
| Bandicoot à pied de porc                                          | Chaeropus ecaudatus Ogilby, 1838                                            | Peramelemorphia | années 1950           | Australie                                                                                                   |              |
| Bandicoot à pattes de cochon                                      | Chaeropus yirratji Travouillon et al., 2019                                 | Peramelemorphia | années 1950           | |              |
| Wallaby à queue cordée                                            | Onychogalea lunata Gould, 1841                                              | Diprotodontia   | 1956                  | Australie (occidentale et centrale)                                                                         |              |
| Opossum gracile à ventre rouge                                    | Cryptonanus ignitus Díaz, Flores and Barquez, 2002                          | Didelphimorphia | 1962                  | Argentine                                                                                                   |              |
| Bettong nain                                                      | Bettongia pusilla McNamara, 1997                                            | Diprotodontia   | années 1500           | Australie (Plaine de Nullarbor)                                                                             |              |
| Rhytine de Steller                                                | Hydrodamalis gigas von Zimmermann, 1780                                     | Sirenia         | 1768                  | îles du Commandeur (Russie, États-Unis)                                                                     |              |
| Mélomys de Bramble Cay                                            | Melomys rubicola Thomas, 1924                                               | Rodentia        | 2016                  | Australie (Bramble Cay)                                                                                     |              |
| Rat des cavernes d’Oriente                                        | Boromys offella Miller, 1916                                                | Rodentia        | années 1500           | Cuba |              |
| Rat des cavernes de Torre                                         | Boromys torrei Allen, 1917                                                  | Rodentia        | années 1500           | Cuba |              |
| Hutia Imposteur                                                   | Hexolobodon phenax Miller, 1929                                             | Rodentia        | années 1500           | Hispaniola (actuellement Haïti et la République dominicaine)                                                |              |
| Hutia Montagnard                                                  | Isolobodon montanus Miller, 1922                                            | Rodentia        | années 1500           | Hispaniola                                                                                                  |              |
|                                                                   | Lagostomus crassus Thomas, 1910                                             | Rodentia        | années 1900           | Pérou |              |
| Rat géant des Galápagos                                           | Megaoryzomys curioi Niethammer, 1964                                        | Rodentia        | années 1500           | Île Santa Cruz (îles Galápagos)                                                                             |              |
| Coney de Cuba                                                     | Geocapromys columbianus Chapman, 1892                                       | Rodentia        | années 1500           | Cuba |              |
| Rat d’Hispaniola                                                  | Brotomys voratus Miller, 1916                                               | Rodentia        | 1536–1546             | Hispaniola                                                                                                  |              |
| Hutia de Porto Rico , ou Rat-grimpeur de Porto Rico               | Isolobodon portoricensis Allen, 1916                                        | Rodentia        | années 1900           | Hispaniola ; introduit à Porto Rico, l'île Saint-Thomas, l'île Sainte-Croix et l'île Mona                   |              |
| Souris kangourou d'Australie oreillard                            | Notomys macrotis Thomas, 1921                                               | Rodentia        | 1843                  | Australie (centre de l'Australie occidentale)                                                               |              |
| Souris sauteuse d'Australie des Darling Downs                     | Notomys mordax Thomas, 1921                                                 | Rodentia        | 1846                  | Australie (Darling Downs, Queensland)                                                                       |              |
| Rat lapin aux pattes blanches                                     | Conilurus albipes Lichtenstein, 1829                                        | Rodentia        | années 1860           | Australie (côte orientale)                                                                                  |              |
| Rat lapin capricorne                                              | Conilurus capricornensis Cramb and Hocknull, 2010                           | Rodentia        | années 1500           | Australie (Queensland)                                                                                      |              |
| Souris kangourou d'Australie à queue courte                       | Notomys amplus Brazenor, 1936                                               | Rodentia        | 1896                  | Australie (Grand Désert de Sable)                                                                           |              |
| Souris kangourou d'Australie à longue queue                       | Notomys longicaudatus Gould, 1844                                           | Rodentia        | 1901                  | Australie                                                                                                   |              |
| Grande souris sautillante                                         | Notomys robustus Mahoney, Smith and Medlin, 2008                            | Rodentia        | années 1800           | Australie (Chaîne de Flinders et Davenport Ranges (en))                                                     |              |
| Rat musqué de la Martinique, ou Pilori                            | Megalomys desmarestii Fischer, 1829                                         | Rodentia        | 1902                  | Martinique                                                                                                  |              |
| Rat du riz géant de Sainte-Lucie                                  | Megalomys luciae Major, 1901                                                | Rodentia        | 1881                  | Sainte-Lucie                                                                                                |              |
| Rat de l'île Christmas                                            | Rattus nativitatis Thomas, 1888                                             | Rodentia        | 1903                  | Île Christmas                                                                                               |              |
| Rat de MacLear                                                    | Rattus macleari Thomas, 1887                                                | Rodentia        | 1903                  | Île Christmas                                                                                               |              |
| Rat du riz de Darwin                                              | Nesoryzomys darwini Osgood, 1929                                            | Rodentia        | 1930                  | Îles Galápagos                                                                                              |              |
| Souris de Gould                                                   | Pseudomys gouldii Waterhouse, 1839                                          | Rodentia        | 1930                  | Australie (moitié sud)                                                                                      |              |
|                                                                   | Pseudomys auritus Thomas, 1910                                              | Rodentia        | années 1800           | Australie (Île Kangourou et Younghusband Peninsula)                                                         |              |
| Souris de Pemberton                                               | Peromyscus pembertoni Burt, 1932                                            | Rodentia        | 1931                  | San Pedro Nolasco (Mexique)                                                                                 |              |
| Hutia d'Hispaniola                                                | Plagiodontia ipnaeum Johnson, 1948                                          | Rodentia        | années 1500           | Hispaniola                                                                                                  |              |
| Singe d’Hispaniola                                                | Antillothrix bernensis MacPhee, Horovitz, Arredondo & Jimenez Vasquez, 1995 | Primates        | début du 16e siècle   | Hispaniola (République dominicaine)                                                                         |              |
| Petit rat lièvre, ou Petit léporille                              | Leporillus apicalis John Gould, 1854                                        | Rodentia        | 1933                  | Australie (centre-ouest)                                                                                    |              |
| Rat du riz de l'île Santa Cruz                                    | Nesoryzomys indefessus Thomas, 1899                                         | Rodentia        | 1934                  | Îles Galápagos                                                                                              |              |
| Rat de Little Sawn Island                                         | Geocapromys thoracatus True, 1888                                           | Rodentia        | 1955                  | Îles Swan (Honduras)                                                                                        |              |
| Souris bleue-grise                                                | Pseudomys glaucus Thomas, 1910                                              | Rodentia        | 1956                  | Australie (Queensland, New South Wales)                                                                     |              |
| Coryphomys de Buhler                                              | Coryphomys buehleri Schaub, 1937                                            | Rodentia        | années 1500           | Timor occidental (Indonésie)                                                                                |              |
| Rat des cavernes insulaire                                        | Heteropsomys insulans Anthony, 1916                                         | Rodentia        | années 1500           | Vieques (Porto Rico)                                                                                        |              |
| Souris candango                                                   | Juscelinomys candango Moojen, 1965                                          | Rodentia        | 1960                  | Brésil central                                                                                              |              |
| Rat des bois d’Anthony                                            | Neotoma anthonyi Allen, 1898                                                | Rodentia        | 1926                  | Isla Todos Santos (Mexique)                                                                                 |              |
| Rat des bois de Bunker                                            | Neotoma bunkeri Burt, 1932                                                  | Rodentia        | 1931                  | Coronado (île du Mexique)                                                                                   |              |
| Rongeur de Vespucci                                               | Noronhomys vespuccii Carleton and Olson, 1999                               | Rodentia        | 1500                  | Fernando de Noronha (Brésil)                                                                                |              |
| Colilardo de Saint-Vincent ou Rat pygmée du riz                   | Oligoryzomys victus Thomas, 1898                                            | Rodentia        | 1892                  | Saint Vincent                                                                                               |              |
| Rat de riz jamaïcain                                              | Oryzomys antillarum Thomas, 1898                                            | Rodentia        | 1877                  | Jamaïque |              |
| Rat du riz de Nelson                                              | Oryzomys nelsoni Merriam, 1889                                              | Rodentia        | 1897                  | Islas Marías (Mexique)                                                                                      |              |
|                                                                   | Pennatomys nivalis Turvey, Weksler, Morris & Nokkert, 2010                  | Rodentia        | années 1500           | Saint-Eustache et Saint-Christophe-et-Niévès                                                                |              |
| Pipistrelle de l'île Christmas                                    | Pipistrellus murrayi Andrews, 1900                                          | Chiroptera      | 2009                  | Île Christmas                                                                                               |              |
| Pika sarde                                                        | Prolagus sardus Wagner, 1832                                                | Lagomorpha      | 1774                  | Corse et Sardaigne                                                                                          |              |
| Solenodon de Marcano                                              | Solenodon marcanoi Patterson, 1962                                          | Eulipotyphla    | années 1500           | République dominicaine                                                                                      |              |
|                                                                   | Nesophontes edithae Anthony, 1916                                           | Eulipotyphla    | années 1500           | Porto Rico, Vieques, Saint John (îles Vierges des États-Unis) et Saint Thomas (îles Vierges des États-Unis) |              |
|                                                                   | Nesophontes hypomicrus Miller, 1929                                         | Eulipotyphla    | années 1500           | Hispaniola                                                                                                  |              |
|                                                                   | Nesophontes major Arredondo, 1970                                           | Eulipotyphla    | années 1500           | Cuba |              |
|                                                                   | Nesophontes micrus Allen, 1917                                              | Eulipotyphla    | années 1500           | Cuba (dont l'Île de la Jeunesse)                                                                            |              |
|                                                                   | Nesophontes paramicrus Miller, 1929                                         | Eulipotyphla    | années 1500           | Hispaniola                                                                                                  |              |
|                                                                   | Nesophontes zamicrus Miller, 1929                                           | Eulipotyphla    | années 1500           | Haiti |              |
| Petit Renard volant des Mascareignes, ou Roussette à collet rouge | Pteropus subniger kerr, 1792                                                | Chiroptera      | 1864                  | île de la Réunion, île Maurice                                                                              |              |
|                                                                   | Pteropus tokudae Tate, 1934                                                 | Chiroptera      | 1968                  | Guam |              |
| Roussette de l'île Percy                                          | Pteropus brunneus Dobson, 1878                                              | Chiroptera      | 1870                  | Île Percy (en) (Australie)                                                                                  |              |
|                                                                   | Pteropus pilosus Andersen, 1908                                             | Chiroptera      | 1874                  | Palaos |              |
| Palaeopropithèque                                                 | Palaeopropithecus ingens Grandidier, 1899                                   | Primate         | 1620                  | en vert |              |
| Aurochs                                                           | Bos primigenius Bojanus, 1827                                               | Artiodactyla    | 1627                  | |              |
| Hippotrague bleu                                                  | Hippotragus leucophaeus Pallas, 1766                                        | Artiodactyla    | 1800                  | |              |
|                                                                   | Eudorcas rufina Thomas, 1894                                                | Artiodactyla    | années 1800           | Algérie |              |
| Cerf de Schomburgk                                                | Rucervus schomburgki Blyth, 1863                                            | Artiodactyla    | 1932                  | Thailande                                                                                                   |              |
|                                                                   | Gazella bilkis Grover & Lay, 1985                                           | Artiodactyla    | 1951                  | Yémen |              |
| Hippopotame nain de Madagascar                                    | Hippopotamus lemerlei Milne-Edwards, 1868                                   | Artiodactyla    | années 1500           | Madagascar                                                                                                  |              |
| Loup des Malouines                                                | Dusicyon australis Kerr, 1792                                               | Carnivora       | 1876                  | Îles Malouines                                                                                              |              |
|                                                                   | Dusicyon avus Burmeister, 1866                                              | Carnivora       | années 1500           | Argentine, Chili, Brésil, Uruguay, Paraguay                                                                 |              |
|                                                                   | Neogale macrodon Prentiss, 1903                                             | Carnivora       | 1894                  | États-Unis (Maine, Massachusetts) et Canada (New Brunswick, Terre-Neuve)                                    |              |
| Otarie du Japon                                                   | Zalophus japonicus Peters, 1866                                             | Carnivora       | années 1970           | Japon, Corée, Russie                                                                                        |              |
|                                                                   | Neomonachus tropicalis Gray, 1850                                           | Carnivora       | 1952                  | Mer des Caraïbes                                                                                            |              |
| Fossa géant                                                       | Cryptoprocta spelea Grandidier, 1902                                        | Carnivora       | avant 1658            | |              |

## Espèces éteintes à l'état sauvage
Une espèce éteinte à l'état sauvage est une espèce classée par l'Union internationale pour la conservation de la nature (UICN) comme étant uniquement connue par des membres vivants maintenus en captivité ou comme une population naturalisée en dehors de son aire de répartition historique en raison de la perte massive de son habitat. Une espèce est déclarée éteinte à l'état sauvage après que des études approfondies ont inspecté son aire de répartition historique et n'ont pas permis de trouver la preuve de la présence d'un individu survivant.
| Nom commun         | Nom scientifique                         | Ordre        | Date d'extinction | Aire de répartition | Illustration |
| ------------------ | ---------------------------------------- | ------------ | ----------------- | ------------------- | ------------ |
| Cerf du père David | Elaphurus davidianus Milne-Edwards, 1866 | Artiodactyla | 1939              | Chine               |              |
| Oryx algazelle     | Oryx dammah Cretzschmar, 1827            | Artiodactyla | 2000              | Sahara              |              |

## Espèce possiblement éteintes
L'extinction des taxons est difficile à détecter, car un long intervalle sans observation n'est pas définitif. Certains mammifères déclarés éteints peuvent très bien réapparaître. Par exemple, une étude a révélé que 36 % des extinctions présumées de mammifères avaient été résolues, tandis que le reste présentait des problèmes de validité (preuves insuffisantes) ou avait été redécouvert. En décembre 2015, l'UICN a répertorié 30 espèces de mammifères comme étant « en danger critique d'extinction (possiblement éteintes) ».
| Nom commun                                      | Nom scientifique                                  | Ordre           | Dernière observation confirmée | Aire de répartition                                | Illustration |
| ----------------------------------------------- | ------------------------------------------------- | --------------- | ------------------------------ | -------------------------------------------------- | ------------ |
| Kouprey                                         | Bos sauveli Urbain, 1937                          | Artiodactyla    | 1988                           |                                                    |              |
| Hutia de Garrido                                | Capromys garridoi Varona, 1970                    | Rodentia        | 1989                           | Cayo Maja, Cuba                                    |              |
| Musaraigne de l'île Christmas                   | Crocidura trichura Dobson, 1889                   | Eulipotyphla    | 1985                           |                                                    |              |
| Musaraigne de Wimmer                            | Crocidura wimmeri de Balsac & Aellen, 1958        | Eulipotyphla    | 1976                           |                                                    |              |
| Taupe dorée de Winton                           | Cryptochloris wintoni Broom, 1907                 | Eulipotyphla    | 1937                           |                                                    |              |
| Chien des Fuégiens                              | Lycalopex culpaeus Bridges, 1919                  | Carnivora       | 1919                           | Argentine                                          |              |
| Baiji, ou Dauphin de Chine                      | Lipotes vexillifer Miller, 1918                   | Cetacea         | 2002                           |                                                    |              |
|                                                 | Melanomys zunigae Sanborn                         | Rodentia        | 1949                           | Pérou                                              |              |
| Hutia nain                                      | Mesocapromys nanus Allen, 1917                    | Rodentia        | 1937                           | Marais de Zapata (Cuba)                            |              |
|                                                 | Mesocapromys sanfelipensis Varona & Garrido, 1970 | Rodentia        | 1978                           | Cuba                                               |              |
|                                                 | Monodelphis unistriata Wagner, 1842               | Didelphimorphia | 1899                           |                                                    |              |
|                                                 | Murina tenebrosa Yoshiyuki, 1970                  | Chiroptera      | 1962                           | îles Tsushima (île) et possiblement Yaku (Japon)   |              |
|                                                 | Mystacina robusta Dwyer, 1962                     | Chiroptera      | 1967                           | Île Big South Cape (en) (Nouvelle-Zélande)         |              |
| Souris d'eau éthiopienne                        | Nilopegamys plumbeus Osgood, 1928                 | Rodentia        | années 1920                    | Embouchure de la Lesser Abay River (en) (Éthiopie) |              |
|                                                 | Nyctophilus howensis McKean, 1975                 | Chiroptera      | 1972                           | Île Lord Howe (Australie)                          |              |
|                                                 | Peromyscus guardia Townsend, 1912                 | Rodentia        | 1991                           | Île Ángel de la Guarda (Mexique)                   |              |
|                                                 | Peromyscus mekisturus Merriam, 1898               | Rodentia        | années 1950                    | Ciudad Serdan (en) et Tehuacán (Mexique)           |              |
|                                                 | Phalanger matanim Flannery, 1987                  | Diprotodontia   | 1997                           |                                                    |              |
|                                                 | Pteralopex pulchra Flannery, 1991                 | Chiroptera      | années 1990                    |                                                    |              |
|                                                 | Pteropus aruensis Peter, 1867                     | Chiroptera      | 1877                           |                                                    |              |
|                                                 | Uromys emmae Groves & Flannery, 1994              | Rodentia        | années 1990                    | Papouasie (province indonésienne)                  |              |
|                                                 | Uromys imperator Thomas, 1888                     | Rodentia        | 1888                           | Guadalcanal (Îles Salomon)                         |              |
|                                                 | Uromys porculus Thomas, 1904                      | Rodentia        | 1888                           | Guadalcanal (Îles Salomon)                         |              |
| Rat à grosse queue                              | Zyzomys pedunculatus Waite, 1896                  | Rodentia        | 2001                           |                                                    |              |
| Civette à grandes taches, ou Civette de Malabar | Viverra civettina Blyth, 1862                     | Carnivora       | fin des années 1900            |                                                    |              |